# Arc-en-Barrois
Arc-en-Barrois és un municipi francès situat al departament de l'Alt Marne i a la regió del Gran Est. L'any 2007 tenia 773 habitants.

## Demografia

### Població
El 2007 la població de fet d'Arc-en-Barrois era de 773 persones. Hi havia 304 famílies de les quals 88 eren unipersonals (32 homes vivint sols i 56 dones vivint soles), 116 parelles sense fills, 92 parelles amb fills i 8 famílies monoparentals amb fills.
La població ha evolucionat segons el següent gràfic:
Habitants censats

### Habitatges
El 2007 hi havia 406 habitatges, 313 eren l'habitatge principal de la família, 42 eren segones residències i 51 estaven desocupats. 368 eren cases i 37 eren apartaments. Dels 313 habitatges principals, 231 estaven ocupats pels seus propietaris, 73 estaven llogats i ocupats pels llogaters i 9 estaven cedits a títol gratuït; 3 tenien una cambra, 10 en tenien dues, 40 en tenien tres, 86 en tenien quatre i 174 en tenien cinc o més. 221 habitatges disposaven pel capbaix d'una plaça de pàrquing. A 136 habitatges hi havia un automòbil i a 131 n'hi havia dos o més.

### Piràmide de població
La piràmide de població per edats i sexe el 2009 era:
| Homes | Edats   | Dones |
| ----- | ------- | ----- |
| 0     | 95 o +  | 8     |
| 0     | 90 a 94 | 12    |
| 24    | 85 a 89 | 24    |
| 0     | 80 a 84 | 20    |
| 16    | 75 a 79 | 24    |
| 24    | 70 a 74 | 44    |
| 16    | 65 a 69 | 8     |
| 16    | 60 a 64 | 20    |
| 12    | 55 a 59 | 32    |
| 36    | 50 a 54 | 28    |
| 44    | 45 a 49 | 32    |
| 44    | 40 a 44 | 28    |
| 40    | 35 a 39 | 60    |
| 20    | 30 a 34 | 12    |
| 8     | 25 a 29 | 12    |
| 20    | 20 a 24 | 28    |
| 20    | 15 a 19 | 44    |
| 32    | 10 a 14 | 44    |
| 20    | 5 a 9   | 12    |
| 12    | 0 a 4   | 24    |

## Economia
El 2007 la població en edat de treballar era de 431 persones, 315 eren actives i 116 eren inactives. De les 315 persones actives 298 estaven ocupades (156 homes i 142 dones) i 17 estaven aturades (5 homes i 12 dones). De les 116 persones inactives 63 estaven jubilades, 26 estaven estudiant i 27 estaven classificades com a «altres inactius».

### Ingressos
El 2009 a Arc-en-Barrois hi havia 306 unitats fiscals que integraven 707,5 persones, la mediana anual d'ingressos fiscals per persona era de 17.204 €.

### Activitats econòmiques
Dels 49 establiments que hi havia el 2007, 3 eren d'empreses alimentàries, 2 d'empreses de fabricació de material elèctric, 4 d'empreses de fabricació d'altres productes industrials, 5 d'empreses de construcció, 10 d'empreses de comerç i reparació d'automòbils, 3 d'empreses de transport, 5 d'empreses d'hostatgeria i restauració, 1 d'una empresa financera, 2 d'empreses de serveis, 12 d'entitats de l'administració pública i 2 d'empreses classificades com a «altres activitats de serveis».
Dels 15 establiments de servei als particulars que hi havia el 2009, 1 era una oficina d'administració d'Hisenda pública, 1 gendarmeria, 1 oficina de correu, 1 una oficina bancària, 2 tallers de reparació d'automòbils i de material agrícola, 1 autoescola, 1 paleta, 1 guixaire pintor, 1 fusteria, 1 lampisteria, 1 empresa de construcció, 2 perruqueries i 1 restaurant.
Dels 4 establiments comercials que hi havia el 2009, 1 era una gran superfície de material de bricolatge, 2 fleques i 1 una fleca.
L'any 2000 a Arc-en-Barrois hi havia 17 explotacions agrícoles que ocupaven un total de 1.320 hectàrees.

## Equipaments sanitaris i escolars
L'únic equipament sanitari que hi havia el 2009 era una farmàcia.
El 2009 hi havia 1 escola maternal i 1 escola elemental.

## Poblacions més properes
El següent diagrama mostra les poblacions més properes.